# Anton Urbas
Anton Urbas, slovenski rimskokatoliški duhovnik, jamar in strokovni publicist, * 13. september 1822, Idrija, † 22. september 1899, Ljubljana.

## Življenje in delo
Oče mu je bil rudniški uslužbenec Alojz, mati mu je bila Marija Ana. Po končanem študiju bogoslovja v Ljubljani je bil 1844 posvečen v duhovnika. Kot kaplan je služboval v Kovorju (do 1846), v Smledniku (1847), v Planini pri Rakeku (1848) in v  Sostrem (do 1850); kot beneficiat na Goričici pri Ihanu (1851–1859), kot župnik v Zagorju ob Savi (1860–1873), na Dobovcu (1874–1876) ter kot stolni župnik in kanonik v Ljubljani (1877–1899). 
Ukvarjal se je tudi z raziskovanjem jam. Jeseni 1848 je organiziral in vodil prvo ekspedicijo v Planinsko jamo, tu prodrl do sotočja Pivke in Raka in v pivškem rokavu zasledil človeške ribice. Raziskal je tudi Vranjo jamo. Na druge kraške jame, kot so Škratovka pod Hasbergom, ponori Pod Stenami, izviri pri Grčarevcu, jame pri Kališah in hkrati na svoje izsledke v območju Planinskega polja je opozoril s člankom Die Grotten mid Abgründe bei Planina (1849), malo zatem se je na Urbasove raziskave oprl geograf in krasoslovec A. Schmidl. 
Ukvarjal se je tudi z vprašanji s področja fizike, geologije in teologije ter napisal brošure Magnetizem, elektrika, toplota in svetloba (samozaložba,1876, hkrati izšla tudi v nemščini); Die Reiche der hi. drei Könige (1884); Die Geologie and das Paradies (1889).